# Cal Tjader
Cal Tjader (St. Louis, Missouri, 16 de julho de 1925 — Manila, Filipinas, 5 de maio de 1982) foi um músico de jazz latino, apesar de ser descendente de suecos. Após experimentar os ritmos cubanos, latino-americanos e caribenhos, jamais abandonou tais sonoridades até à sua morte.

## Carreira
Ele explorou outros idiomas do jazz, especialmente o jazz moderno de pequenos grupos, mesmo enquanto continuava a tocar música da África, Caribe e América Latina.
Tjader tocava principalmente vibrafone e tocava bateria, bongôs, congas, timbales e piano. Ele trabalhou com muitos músicos de várias culturas. Ele é frequentemente ligado ao desenvolvimento do rock latino e do acid jazz. Embora a fusão do jazz com a música latina seja frequentemente categorizada como "jazz latino", as obras de Tjader oscilaram livremente entre os dois estilos. Seu prêmio Grammy em 1980 por seu álbum La Onda Va Bien encerrou uma carreira que durou mais de 40 anos.

## Discografia

### Como líder/co-líder
- The Cal Tjader Trio (Fantasy, 1953) – gravação 1951
- Cal Tjader: Vibist (Savoy, 1954)
- Cal Tjader Plays Afro-Cuban (Fantasy, 1954)
- Tjader Plays Mambo (Fantasy, 1954)
- Mambo with Tjader (Fantasy, 1954)
- Tjader Plays Tjazz (Fantasy, 1955)
- Ritmo Caliente! (Fantasy, 1955)
- Cal Tjader Quartet (Fantasy, 1956)
- The Cal Tjader Quintet (Fantasy, 1956)
- Jazz at the Blackhawk (Fantasy, 1957)
- Cal Tjader's Latin Kick (Fantasy, 1957)
- Cal Tjader (Fantasy, 1957)
- Más Ritmo Caliente (Fantasy, 1958)
- Cal Tjader-Stan Getz Sextet com Stan Getz (Fantasy, 1958)
- San Francisco Moods (Fantasy, 1958)
- Cal Tjader's Latin Concert (Fantasy, 1958)
- Latin for Lovers: Cal Tjader with Strings (Fantasy, 1958)
- A Night at the Blackhawk (Fantasy, 1958) – live
- Tjader Goes Latin (Fantasy, 1958)
- Concert by the Sea, Vol. 1 (Fantasy, 1959)
- Concert by the Sea, Vol. 2 (Fantasy, 1959)
- Concert on the Campus (Fantasy, 1960)
- Demasiado Caliente (Fantasy, 1960)
- West Side Story (Fantasy, 1960)
- In a Latin Bag (Verve, 1961)
- Live and Direct (Fantasy, 1961) – live
- Cal Tjader Plays, Mary Stallings Sings com Mary Stallings (Fantasy, 1962)
- Cal Tjader Plays Harold Arlen (Fantasy, 1962)
- Latino (Fantasy, 1962)
- Saturday Night/Sunday Night at the Blackhawk, San Francisco (Verve, 1962)
- Cal Tjader Plays the Contemporary Music of Mexico and Brazil (Verve, 1962)
- Time for 2 com Anita O'Day (Verve, 1962)
- Several Shades of Jade (Verve, 1963)
- Soña Libré (Verve, 1963)
- Breeze from the East (Verve, 1964)
- Warm Wave (Verve, 1964)
- Soul Sauce (Verve, 1964)
- Soul Bird: Whiffenpoof (Verve, 1965)
- Soul Burst (Verve, 1966)
- El Sonido Nuevo com Eddie Palmieri (Verve, 1966)
- Bamboléate com Eddie Palmieri (Tico, 1967)
- Along Comes Cal (Verve, 1967)
- Hip Vibrations (Verve, 1967)
- The Prophet (Verve, 1968)
- Solar Heat (Skye, 1968)
- Cal Tjader Sounds Out Burt Bacharach (Skye, 1969)
- Cal Tjader Plugs In (At The Lighthouse, Hermosa Beach, California, February 20–21, 1969) (Skye, 1969)
- Tjader (Fantasy, 1970)
- Agua Dulce (Fantasy, 1971)
- Descarga (Fantasy, 1971)
- Latin Kick (Fantasy FANT-8425, 1972)
- Live at the Funky Quarters (Fantasy, 1972) – live
- Doxy (Verve, 1973)
- Primo (Fantasy, 1973)
- Last Bolero in Berkeley (Fantasy, 1973)
- Tambu com Charlie Byrd (Fantasy, 1973)
- Puttin' It Together: Recorded Live at Concerts By the Sea (Fantasy, 1973) – live
- Last Night When We Were Young (Fantasy, 1975)
- Amazonas (Fantasy, 1975)
- Grace Cathedral Concert (Fantasy, 1976)
- Guarabe (Fantasy, 1977)
- Breathe Easy (Galaxy, 1977)
- Here (Galaxy, 1977) – live
- Huracán (Crystal Clear, 1978) – reedição (Laserlight, 1990)
- La Onda Va Bien (Concord Picante, 1979)
- Gózame! Pero Ya (Concord Picante, 1980)
- The Shining Sea (Concord Picante, 1981)
- A Fuego Vivo (Concord Picante, 1981)
- Heat Wave com Carmen McRae (Concord Jazz, 1982)
- Good Vibes (Concord Picante, 1984) – gravação 1981
- Latin + Jazz = Cal Tjader (Dunhill Compact Classics/DCC, 1990) – gravação 1968
- Concerts in the Sun (Fantasy, 2002) – gravação 1960
- Cuban Fantasy (Fantasy, 2003) – gravação ao vivo em 1977
- Live at the Monterey Jazz Festival 1958–1980 (Concord Jazz, 2008) – live

Compilações
- Cal Tjader Plays Latin for Dancers (Fantasy, 1960)
- Black Hawk Nights (Fantasy, 2000) – combined A Night at the Blackhawk (1958) and Live and Direct (1961)

### Como sideman
Com Ed Bogas
- Fritz the Cat (soundtrack) (Fantasy, 1972)

Com Dave Brubeck
- Dave Brubeck Octet (Fantasy, 1956) – gravação em 1946–50
- Dave Brubeck Trio (Fantasy, 1950)
- Distinctive Rhythm Instrumentals (Fantasy, 1950)

Com Rosemary Clooney
- With Love (Concord Jazz, 1981)
- Rosemary Clooney Sings the Music of Cole Porter (Concord Jazz, 1982)

Com Dizzy Gillespie
- Highlights of the 18th Annual Monterey Jazz Festival 1975 (Storyville DVD, 2007)

Com Woody Herman
- Woody Herman Presents: A Concord Jam, Volume 1 (Concord Jazz, 1981)

Com Eiji Kitamura
- Seven Stars (Concord Jazz, 1981)

Com Charles Mingus
- Charles 'Barron' Mingus, West Coast, 1945–49 (Uptown, 2002)

Com Toshiyuki Miyama
- The New Herd at Monterey (Nadja [Japão], 1974)

Com Brew Moore
- The Brew Moore Quintet (Fantasy, 1956)
- Brew Moore (Fantasy, 1957)

Com Vido Musso
- Vido Musso Sextet (Fantasy, 1952)

Com Art Pepper
- Tokyo Debut [live] (Galaxy, 1995) – gravação 1977

Com Armando Peraza
- Wild Thing (Skye, 1969)

Com Tito Puente
- Tito Puente & His Orchestra Live at the 1977 Monterey Jazz Festival (Concord Jazz, 2008)

Com George Shearing
- An Evening with the George Shearing Quintet (MGM, 1954)
- A Shearing Caravan (MGM, 1955)
- When Lights are Low (MGM, 1955)
- Shearing in Hi-Fi (MGM, 1955)

### Álbuns de tributo
- Louie Ramirez: Tribute to Cal Tjader (Caimán, 1986)
- Clare Fischer: Tjaderama (Discovery, 1987)
- Poncho Sanchez: Soul Sauce: Memories of Cal Tjader (Concord Jazz, 1995)
- Dave Samuels: Tjader-ized : A Cal Tjader Tribute (Verve, 1998)
- Gary Burton: For Hamp, Red, Bags, and Cal (Concord Jazz, 2001)
- Paquito D'Rivera and his Latin Jazz Ensemble com Louie Ramírez: A Tribute to Cal Tjader (Yemayá, 2003)
- Mike Freeman ZonaVibe "Blue Tjade" (VOF Recordings, 2015)